# John Bacchus
Pour les articles homonymes, voir Bacchus (homonymie).
John Bacchus est un réalisateur, scénariste, acteur et producteur de cinéma américain.

## Biographie
John Bacchus se spécialise dans les films parodiques érotiques lesbiens : 
Mistress Frankenstein, Gladiator Eroticvs, Batbabe, Vampire Vixens, The Erotic Time Machine, Kinky Kong, Who Wants to Be an Erotic Billionaire?...  Parmi ses actrices fétiches, on compte : Darian Caine, Misty Mundae, A. J. Khan et Ruby Larocca.
Ses films sont produits par les studios Seduction Cinema.

## Filmographie
Réalisateur
- 1996 : Blood, Bullets, Buffoons
- 1998 : In the Hood
- 1998 : Girl Explores Girl: The Alien Encounter
- 1998 : The Vampire's Seduction
- 2000 : Mistress Frankenstein
- 2000 : The Erotic Witch Project 2: Book of Seduction
- 2000 : The Erotic Witch Project
- 2001 : Erotic Survivor
- 2001 : The Erotic Ghost
- 2001 : Gladiator Eroticvs: The Lesbian Warriors
- 2001 : Purgatory Blues
- 2002 : Vampire Obsession
- 2002 : The Erotic Time Machine
- 2002 : Who Wants to Be an Erotic Billionaire?
- 2002 : Play-Mate of the Apes
- 2002 : Erotic Survivor 2
- 2003 : Vampire Vixens
- 2004 : Vampiyaz
- 2005 : Zombiez (en)
- 2005 : Lust in Space: The Erotic Witch Project IV
- 2006 : Bloodz vs. Wolvez
- 2006 : Kinky Kong
- 2006 : Curious Obsessions
- 2007 : La casa loca
- 2008 : The Insatiable IronBabe
- 2008 : Naughty Novelist
- 2008 : Secret Desires
- 2009 : Batbabe: The Dark Nightie
- 2010 : Three Chris's

Scénariste
Acteur
- 1999 : Titanic 2000 : Winslow

Monteur
- 2000 : Misty's Secret
- 2005 : G String Vampire
- 2005 : Lust in Space: The Erotic Witch Project IV
- 2006 : Kinky Kong
- 2008 : The Insatiable IronBabe
- 2014 : Beaster Day: Here Comes Peter Cottonhell (en)